# Supercopa de Ecuador 2021
La Supercopa de Ecuador 2021, llamada oficialmente «Supercopa Ecuador 2021», fue la segunda edición de la Supercopa de Ecuador. Fue un torneo oficial organizado por la Federación Ecuatoriana de Fútbol, que se llevó a cabo en tres ciudades del país, Quito, Sangolquí y Guayaquil del 19 al 26 de junio de 2021, la final se jugó en el estadio Banco Guayaquil, en la parroquia rural de Amaguaña, cantón Quito, provincia de Pichincha, Ecuador.Liga Deportiva Universitaria se consagró campeón después de vencer a Barcelona Sporting Club por 1–0, de esta manera consiguió su segundo título consecutivo en la Supercopa de Ecuador. Originalmente se iba a disputar del 4 al 10 de febrero de 2021 pero fue postergada debido a los casos de covid-19 en uno de los equipos participantes.

## Cambio de formato
Se propuso la creación de un nuevo modelo para la Supercopa de Ecuador 2021, con la participación de cuatro equipos y se disputaría en las dos principales ciudades de Ecuador a partido único en dos rondas. A raíz de la pandemia de covid-19 en Ecuador se canceló la edición 2020 de la Copa Ecuador y por tanto el formato de la primera edición que enfrentaba al campeón de la LigaPro contra el campeón de la Copa Ecuador no se pudo repetir en 2021. La FEF originalmente decidió realizar el torneo con el campeón de la LigaPro Serie A 2020, el campeón de la edición 2020 de la Supercopa, el campeón de la Copa Sudamericana 2019 y el último tricampeón de la Serie A de Ecuador (2013, 2014 y 2015). Con dicho cambio, el torneo se jugaría en febrero de 2021, posteriormente se añadió al campeón de la LigaPro Serie B 2020.
Con la postergación hasta fines de junio del torneo se modificó por segunda ocasión en el mismo año el formato, se decidió incluir a los dos últimos campeones de la Serie A, Barcelona Sporting Club y Delfín Sporting Club, con este aumento al número de participantes a 6 clubes se añadió una fase preliminar al campeonato. Barcelona y Liga Deportiva Universitaria fueron colocados directamente en semifinales, mientras que el resto de equipos fueron ubicados en la fase preliminar.

## Equipos participantes
| 9 de Octubre Fútbol Club     |  |  |  | Campeón de la LigaPro Serie B 2020                    |
| Barcelona Sporting Club      |  |  |  | Campeón de la LigaPro Serie A 2020                    |
| Delfín Sporting Club         |  |  |  | Subcampeón de la Supercopa de Ecuador 2020            |
| Liga Deportiva Universitaria |  |  |  | Campeón de la Supercopa de Ecuador 2020               |
| Independiente del Valle      |  |  |  | Segundo lugar de la Fase 1 de la LigaPro Serie A 2020 |
| Club Sport Emelec            |  |  |  | Segundo lugar de la Fase 2 de la LigaPro Serie A 2020 |

### Cambios
Debido a la pandemia de covid-19 no se realizó la Copa Ecuador 2020, por lo tanto la Federación Ecuatoriana de Fútbol decidió cambiar el formato de la Supercopa Ecuador para el 2021, que se disputaría en el mes de febrero. En principio hubo una postura negativa de parte de Barcelona Sporting Club como uno de los equipos participantes del torneo en calidad de campeón de la LigaPro Serie A 2020, así el 20 de enero de 2021, la directiva del club comunicó que se retiraba del torneo debido a compromisos con uno de sus principales auspiciantes. Por su parte la FEF ratificó la realización del torneo con la planificación original y a la brevedad se anunciaría el reemplazo de Barcelona en el certamen. El 22 de enero de 2021 se confirmó que 9 de Octubre Fútbol Club formaría parte del torneo. El 15 de junio de 2021, la FEF confirmó la participación de Independiente del Valle, Delfín Sporting Club y Barcelona Sporting Club.

### Reparto económico
El torneo tuvo la modalidad pago por visión a través de las diferentes cableoperadoras del país, de los ingresos generados por esta forma de visualización se les entregó a todos los clubes participantes el 85% de los mismos. La distribución estipulada por la FEF contempló 40% al campeón, el subcampeón 25%, los equipos eliminados en semifinales 20% y los equipos eliminados en la fase preliminar 15%.

### Postergación del torneo
El 3 de febrero de 2021, la FEF decidió postergar el torneo hasta mediados de 2021 debido a los casos positivos de covid-19 en el Club Sport Emelec, el torneo se jugaría durante la pausa del campeonato nacional de la LigaPro Serie A en junio por motivo de la Copa América 2021, las sedes y horarios fueron confirmados el 15 de junio de 2021 por parte de la FEF.

## Modo de disputa
Las fases se disputaron por eliminación directa a partido único en sedes definidas previamente por la FEF en tres rondas de fase preliminar, semifinales y final. De producirse empate, se procedía la definición por tiros desde el punto penal sin tiempo extra. El ganador se coronó campeón de la segunda edición de la Supercopa de Ecuador, el torneo fue organizado por la Federación Ecuatoriana de Fútbol.

## Sedes
La FEF decidió jugar el torneo en tres ciudades, Quito, Guayaquil y Sangolquí. El primer partido de la fase preliminar y la primera semifinal fueron en el estadio Christian Benítez Betancourt ubicado en Guayaquil, y el estadio Olímpico Atahualpa de la ciudad de Quito fue el escenario para el segundo partido de la fase preliminar y la otra semifinal, la final se disputó en el estadio Banco Guayaquil en la parroquia rural de Amaguaña, cantón Quito, provincia de Pichincha. Originalmente el estadio Rodrigo Paz Delgado estaba considerado como una de las sedes.
| Guayaquil                 | Quito                      | Sangolquí               |
| ------------------------- | -------------------------- | ----------------------- |
| Estadio Christian Benítez | Estadio Olímpico Atahualpa | Estadio Banco Guayaquil |
| Capacidad: 10 152         | Capacidad: 38 258          | Capacidad: 12 000       |
|                           |                            |                         |

## Cuadro
|  | Fase preliminar         | Fase preliminar         | Fase preliminar |               |               | Semifinales   | Semifinales | Semifinales |   |  | Final | Final | Final |  |
|  |                         |                         |                 |               |               |               |             |             |   |  |       |       |       |  |
|  |                         |                         |                 |               |               |               |             |             |   |  |       |       |       |  |
|  | Emelec                  | Emelec                  | 0               |               |               |               |             |             |   |  |       |       |       |  |
|  | Emelec                  | Emelec                  | 0               |               |               |               |             |             |   |  |       |       |       |  |
|  | 9 de Octubre            | 9 de Octubre            | 2               |               |               |               |             |             |   |  |       |       |       |  |
|  | 9 de Octubre            | 9 de Octubre            | 2               |               | Barcelona     | Barcelona     | 1           |             |   |  |       |       |       |  |
|  |                         |                         |                 |               | Barcelona     | Barcelona     | 1           |             |   |  |       |       |       |  |
|  |                         |                         | 9 de Octubre    | 9 de Octubre  | 0             |               |             |             |   |  |       |       |       |  |
|  |                         |                         | 9 de Octubre    | 9 de Octubre  | 0             |               |             |             |   |  |       |       |       |  |
|  |                         |                         |                 |               |               |               |             |             |   |  |       |       |       |  |
|  |                         |                         |                 |               |               |               |             |             |   |  |       |       |       |  |
|  |                         |                         |                 |               |               |               | Barcelona   | Barcelona   | 0 |  |       |       |       |  |
|  |                         |                         |                 |               |               |               |             |             | 0 |  |       |       |       |  |
|  |                         |                         | Liga de Quito   | Liga de Quito | 1             |               |             |             |   |  |       |       |       |  |
|  | Independiente del Valle | Independiente del Valle | Liga de Quito   | Liga de Quito | 1             | 3             |             |             |   |  |       |       |       |  |
|  | Independiente del Valle | Independiente del Valle |                 |               |               |               |             |             |   |  |       |       |       |  |
|  | Delfín                  | Delfín                  | 5               |               |               |               |             |             |   |  |       |       |       |  |
|  | Delfín                  | Delfín                  | 5               |               | Liga de Quito | Liga de Quito | 4           |             |   |  |       |       |       |  |
|  |                         |                         |                 |               | Liga de Quito | Liga de Quito | 4           |             |   |  |       |       |       |  |
|  |                         |                         | Delfín          | Delfín        | 2             |               |             |             |   |  |       |       |       |  |
|  |                         |                         | Delfín          | Delfín        | 2             |               |             |             |   |  |       |       |       |  |
|  |                         |                         |                 |               |               |               |             |             |   |  |       |       |       |  |
|  |                         |                         |                 |               |               |               |             |             |   |  |       |       |       |  |
|  |                         |                         |                 |               |               |               |             |             |   |  |       |       |       |  |
|  |                         |                         |                 |               |               |               |             |             |   |  |       |       |       |  |

## Partidos
- Los horarios de los partidos corresponden a la hora local de Ecuador: (UTC-5).

### Fase preliminar
| 19 de junio, 16:00 | Independiente del Valle         | 3:5 (1:2) | Delfín                                                           | Estadio Olímpico Atahualpa, Quito                    |                                                      |
|                    | Landazuri 22', 58' · García 50' | Reporte   | Susvielles 6' · Piris 34' · Corozo 59' · Burbano 78' · Alman 88' | Asistencia: 0 espectadores Árbitro(s): Henry Arízaga | Asistencia: 0 espectadores Árbitro(s): Henry Arízaga |

| 19 de junio, 19:00 | 9 de Octubre               | 2:0 (1:0) | Emelec | Estadio Christian Benítez, Guayaquil                |                                                     |
|                    | Vega 26' (a.g.) · Luna 73' | Reporte   |        | Asistencia: 0 espectadores Árbitro(s): Mario Romero | Asistencia: 0 espectadores Árbitro(s): Mario Romero |

#### Independiente del Valle - Delfín
| 30         | Guardameta     | Jorge Pinos       |     |
| 3          | Defensa        | Willian Pacho     |     |
| 4          | Defensa        | Anthony Landázuri |     |
| 2          | Defensa        | Luis Segovia      | 68' |
| 21         | Centrocampista | Nicolás Previtali |     |
| 14         | Centrocampista | Darlin Leiton     | 46' |
| 23         | Centrocampista | Fernando Guerrero | 46' |
| 19         | Centrocampista | Bryan García      | 87' |
| 55         | Centrocampista | Pedro Vite        | 67' |
| 11         | Delantero      | Jacob Murillo     |     |
| 9          | Delantero      | Brian Montenegro  |     |
| Entrenador | Entrenador     | Renato Paiva      |     |

| 99         | Guardameta     | Dennis Corozo      |     |
| 27         | Defensa        | Joffre Monrroy     | 59' |
| 6          | Defensa        | Oscar Piris        |     |
| 33         | Defensa        | Luis Cangá         |     |
| 15         | Defensa        | José Hernández     |     |
| 80         | Centrocampista | Joao Ortiz         |     |
| 21         | Centrocampista | Luis Domínguez     |     |
| 55         | Centrocampista | Maykel Reyes       | 46' |
| 7          | Centrocampista | Juan Diego Rojas   | 59' |
| 23         | Centrocampista | Alejandro Villalva | 46' |
| 20         | Delantero      | Joaquín Susvielles | 74' |
| Entrenador | Entrenador     | Paúl Vélez         |     |

| 6  | Centrocampista | Jhoanner Chávez    | 46' |
| 7  | Centrocampista | Jhon Jairo Sánchez | 46' |
| 20 | Centrocampista | Christian Ortiz    | 67' |
| 8  | Centrocampista | Lorenzo Faravelli  | 68' |
| 24 | Delantero      | Joffre Escobar     | 87' |

| 13 | Delantero      | Janner Corozo  | 46' |
| 10 | Centrocampista | Robert Burbano | 46' |
| 19 | Delantero      | Jostin Alman   | 59' |
| 22 | Defensa        | Kevin Peralta  | 59' |
| 17 | Centrocampista | Charles Vélez  | 74' |

| Anotado | 22' | Anthony Landázuri | 1–1 |
| Anotado | 50' | Bryan García      | 2–2 |
| Anotado | 58' | Anthony Landázuri | 3–2 |

| Anotado | 6'  | Joaquín Susvielles | 0–1 |
| Anotado | 34' | Oscar Piris        | 1–2 |
| Anotado | 59' | Janner Corozo      | 3–3 |
| Anotado | 78' | Robert Burbano     | 3–4 |
| Anotado | 88' | Jostin Alman       | 3–5 |

| Amonestado | 38' | Joffre Monrroy |
| Amonestado | 70' | Luis Cangá     |

| Árbitro             | Henry Arízaga    |
| Árbitros asistentes | David Vacacela   |
| Árbitros asistentes | José Luis Quiroz |
| Cuarto árbitro      | Leandro Angulo   |
| Asesor de árbitros  | Carlos Buitrón   |

| 30         | Guardameta     | Jorge Pinos       |     |
| 3          | Defensa        | Willian Pacho     |     |
| 4          | Defensa        | Anthony Landázuri |     |
| 2          | Defensa        | Luis Segovia      | 68' |
| 21         | Centrocampista | Nicolás Previtali |     |
| 14         | Centrocampista | Darlin Leiton     | 46' |
| 23         | Centrocampista | Fernando Guerrero | 46' |
| 19         | Centrocampista | Bryan García      | 87' |
| 55         | Centrocampista | Pedro Vite        | 67' |
| 11         | Delantero      | Jacob Murillo     |     |
| 9          | Delantero      | Brian Montenegro  |     |
| Entrenador | Entrenador     | Renato Paiva      |     |

| 99         | Guardameta     | Dennis Corozo      |     |
| 27         | Defensa        | Joffre Monrroy     | 59' |
| 6          | Defensa        | Oscar Piris        |     |
| 33         | Defensa        | Luis Cangá         |     |
| 15         | Defensa        | José Hernández     |     |
| 80         | Centrocampista | Joao Ortiz         |     |
| 21         | Centrocampista | Luis Domínguez     |     |
| 55         | Centrocampista | Maykel Reyes       | 46' |
| 7          | Centrocampista | Juan Diego Rojas   | 59' |
| 23         | Centrocampista | Alejandro Villalva | 46' |
| 20         | Delantero      | Joaquín Susvielles | 74' |
| Entrenador | Entrenador     | Paúl Vélez         |     |

| 6  | Centrocampista | Jhoanner Chávez    | 46' |
| 7  | Centrocampista | Jhon Jairo Sánchez | 46' |
| 20 | Centrocampista | Christian Ortiz    | 67' |
| 8  | Centrocampista | Lorenzo Faravelli  | 68' |
| 24 | Delantero      | Joffre Escobar     | 87' |

| 13 | Delantero      | Janner Corozo  | 46' |
| 10 | Centrocampista | Robert Burbano | 46' |
| 19 | Delantero      | Jostin Alman   | 59' |
| 22 | Defensa        | Kevin Peralta  | 59' |
| 17 | Centrocampista | Charles Vélez  | 74' |

| Anotado | 22' | Anthony Landázuri | 1–1 |
| Anotado | 50' | Bryan García      | 2–2 |
| Anotado | 58' | Anthony Landázuri | 3–2 |

| Anotado | 6'  | Joaquín Susvielles | 0–1 |
| Anotado | 34' | Oscar Piris        | 1–2 |
| Anotado | 59' | Janner Corozo      | 3–3 |
| Anotado | 78' | Robert Burbano     | 3–4 |
| Anotado | 88' | Jostin Alman       | 3–5 |

| Amonestado | 38' | Joffre Monrroy |
| Amonestado | 70' | Luis Cangá     |

| Árbitro             | Henry Arízaga    |
| Árbitros asistentes | David Vacacela   |
| Árbitros asistentes | José Luis Quiroz |
| Cuarto árbitro      | Leandro Angulo   |
| Asesor de árbitros  | Carlos Buitrón   |

#### 9 de Octubre - Emelec
| 13         | Guardameta     | Edisson Recalde   |     |
| 27         | Defensa        | Tito Valencia     | 89' |
| 25         | Defensa        | Manuel Lucas      |     |
| 2          | Defensa        | Kevin Becerra     |     |
| 19         | Defensa        | Orlin Quiñónez    |     |
| 80         | Centrocampista | Felipe Mejía      | 77' |
| 38         | Centrocampista | Éder Cetré        | 77' |
| 16         | Centrocampista | José Luis Cazares |     |
| 10         | Centrocampista | Danny Luna        | 84' |
| 8          | Centrocampista | Danny Cabezas     |     |
| 7          | Delantero      | José Fajardo      | 85' |
| Entrenador | Entrenador     | Juan Carlos León  |     |

| 1          | Guardameta     | Adrián Bone        |     |
| 14         | Defensa        | Romario Caicedo    | 86' |
| 26         | Defensa        | Marlon Mejía       |     |
| 6          | Defensa        | Leandro Vega       |     |
| 19         | Defensa        | Ángel Gracia       | 61' |
| 21         | Centrocampista | José Cevallos      |     |
| 18         | Centrocampista | Jefferson Orejuela |     |
| 7          | Centrocampista | Lassane Bangoura   | 61' |
| 32         | Centrocampista | Silvano Estacio    |     |
| 17         | Centrocampista | Jefferson Caicedo  | 85' |
| 33         | Delantero      | Jefferson Vernaza  |     |
| Entrenador | Entrenador     | Ismael Rescalvo    |     |

| 17 | Defensa        | Joan Cortez       | 77' |
| 14 | Centrocampista | Renny Jaramillo   | 77' |
| 21 | Delantero      | Joao Paredes      | 84' |
| 11 | Delantero      | Maximiliano Viera | 85' |
| 26 | Delantero      | Jhon Medina       | 89' |

| 35 | Centrocampista | Davor Montiel    | 61' |
| 9  | Delantero      | Alejandro Cabeza | 61' |
| 15 | Delantero      | Bryan Sánchez    | 85' |
| 34 | Defensa        | Edgar Lastre     | 86' |

| Anotado · Autogol | 26' | Leandro Vega | 1–0 |
| Anotado           | 73' | Danny Luna   | 2–0 |

| Amonestado | 34'   | Jefferson Vernaza |
| Amonestado | 90+2' | Davor Montiel     |

| Árbitro             | Mario Romero        |
| Árbitros asistentes | Danny Ávila         |
| Árbitros asistentes | Ricardo Valdiviezo  |
| Cuarto árbitro      | Juan Carlos Andrade |
| Asesor de árbitros  | Sergio Flores       |

| 13         | Guardameta     | Edisson Recalde   |     |
| 27         | Defensa        | Tito Valencia     | 89' |
| 25         | Defensa        | Manuel Lucas      |     |
| 2          | Defensa        | Kevin Becerra     |     |
| 19         | Defensa        | Orlin Quiñónez    |     |
| 80         | Centrocampista | Felipe Mejía      | 77' |
| 38         | Centrocampista | Éder Cetré        | 77' |
| 16         | Centrocampista | José Luis Cazares |     |
| 10         | Centrocampista | Danny Luna        | 84' |
| 8          | Centrocampista | Danny Cabezas     |     |
| 7          | Delantero      | José Fajardo      | 85' |
| Entrenador | Entrenador     | Juan Carlos León  |     |

| 1          | Guardameta     | Adrián Bone        |     |
| 14         | Defensa        | Romario Caicedo    | 86' |
| 26         | Defensa        | Marlon Mejía       |     |
| 6          | Defensa        | Leandro Vega       |     |
| 19         | Defensa        | Ángel Gracia       | 61' |
| 21         | Centrocampista | José Cevallos      |     |
| 18         | Centrocampista | Jefferson Orejuela |     |
| 7          | Centrocampista | Lassane Bangoura   | 61' |
| 32         | Centrocampista | Silvano Estacio    |     |
| 17         | Centrocampista | Jefferson Caicedo  | 85' |
| 33         | Delantero      | Jefferson Vernaza  |     |
| Entrenador | Entrenador     | Ismael Rescalvo    |     |

| 17 | Defensa        | Joan Cortez       | 77' |
| 14 | Centrocampista | Renny Jaramillo   | 77' |
| 21 | Delantero      | Joao Paredes      | 84' |
| 11 | Delantero      | Maximiliano Viera | 85' |
| 26 | Delantero      | Jhon Medina       | 89' |

| 35 | Centrocampista | Davor Montiel    | 61' |
| 9  | Delantero      | Alejandro Cabeza | 61' |
| 15 | Delantero      | Bryan Sánchez    | 85' |
| 34 | Defensa        | Edgar Lastre     | 86' |

| Anotado · Autogol | 26' | Leandro Vega | 1–0 |
| Anotado           | 73' | Danny Luna   | 2–0 |

| Amonestado | 34'   | Jefferson Vernaza |
| Amonestado | 90+2' | Davor Montiel     |

| Árbitro             | Mario Romero        |
| Árbitros asistentes | Danny Ávila         |
| Árbitros asistentes | Ricardo Valdiviezo  |
| Cuarto árbitro      | Juan Carlos Andrade |
| Asesor de árbitros  | Sergio Flores       |

### Semifinales
| 22 de junio de 2021, 17:00 | Liga de Quito                      | 4:2 (1:0) | Delfín                  | Estadio Olímpico Atahualpa, Quito                 |                                                   |
|                            | Arce 2', 64' · Amarilla 72', 90+4' | Reporte   | Burbano 82' · Piris 90' | Asistencia: 0 espectadores Árbitro(s): Álex Cajas | Asistencia: 0 espectadores Árbitro(s): Álex Cajas |

| 22 de junio de 2021, 20:00 | Barcelona         | 1:0 (0:0) | 9 de Octubre | Estadio Christian Benítez, Guayaquil               |                                                    |
|                            | Garcés 70' (pen.) | Reporte   |              | Asistencia: 0 espectadores Árbitro(s): Marlon Vera | Asistencia: 0 espectadores Árbitro(s): Marlon Vera |

#### Liga Deportiva Universitaria - Delfín
| 22         | Guardameta     | Adrián Gabbarini |     |
| 14         | Defensa        | José Quintero    |     |
| 4          | Defensa        | Luis Caicedo     |     |
| 21         | Defensa        | Anderson Ordóñez |     |
| 6          | Defensa        | Luis Ayala       | 46' |
| 23         | Centrocampista | Matías Zunino    | 69' |
| 18         | Centrocampista | Ezequiel Piovi   | 83' |
| 8          | Centrocampista | Jordy Alcívar    | 69' |
| 10         | Delantero      | Jhojan Julio     | 83' |
| 7          | Delantero      | Luis Amarilla    |     |
| 11         | Delantero      | Billy Arce       |     |
| Entrenador | Entrenador     | Gabriel Di Noia  |     |

| 99         | Guardameta     | Dennis Corozo      |     |
| 27         | Defensa        | Joffre Monrroy     |     |
| 6          | Defensa        | Oscar Piris        |     |
| 33         | Defensa        | Luis Cangá         |     |
| 15         | Defensa        | José Hernández     |     |
| 80         | Centrocampista | Joao Ortiz         |     |
| 21         | Centrocampista | Luis Domínguez     |     |
| 55         | Centrocampista | Maykel Reyes       | 55' |
| 7          | Centrocampista | Juan Diego Rojas   | 46' |
| 23         | Centrocampista | Alejandro Villalva | 46' |
| 20         | Delantero      | Joaquín Susvielles | 46' |
| Entrenador | Entrenador     | Paúl Vélez         |     |

| 20 | Defensa        | Christian Cruz     | 46' |
| 26 | Centrocampista | Sebastián González | 69' |
| 5  | Centrocampista | Lucas Villarruel   | 69' |
| 28 | Centrocampista | Joseph Espinoza    | 83' |
| 32 | Centrocampista | Nilson Angulo      | 83' |

| 13 | Delantero      | Janner Corozo       | 46' |
| 10 | Centrocampista | Robert Burbano      | 46' |
| 9  | Delantero      | Jhon Jairo Cifuente | 46' |
| 19 | Delantero      | Jostin Alman        | 55' |

| Anotado | 2'    | Billy Arce    | 1–0 |
| Anotado | 64'   | Billy Arce    | 2–0 |
| Anotado | 72'   | Luis Amarilla | 3–0 |
| Anotado | 90+4' | Luis Amarilla | 4–2 |

| Anotado | 82' | Robert Burbano | 3–1 |
| Anotado | 90' | Oscar Piris    | 3–2 |

| Amonestado | 59' | Anderson Ordóñez |
| Amonestado | 88' | Adrián Gabbarini |

| Amonestado | 31' | Juan Diego Rojas |

| Árbitro             | Álex Cajas     |
| Árbitros asistentes | Ricardo Baren  |
| Árbitros asistentes | Adrián Lescano |
| Cuarto árbitro      | Diego Lara     |
| Asesor de árbitros  | Edgar Sánchez  |

| 22         | Guardameta     | Adrián Gabbarini |     |
| 14         | Defensa        | José Quintero    |     |
| 4          | Defensa        | Luis Caicedo     |     |
| 21         | Defensa        | Anderson Ordóñez |     |
| 6          | Defensa        | Luis Ayala       | 46' |
| 23         | Centrocampista | Matías Zunino    | 69' |
| 18         | Centrocampista | Ezequiel Piovi   | 83' |
| 8          | Centrocampista | Jordy Alcívar    | 69' |
| 10         | Delantero      | Jhojan Julio     | 83' |
| 7          | Delantero      | Luis Amarilla    |     |
| 11         | Delantero      | Billy Arce       |     |
| Entrenador | Entrenador     | Gabriel Di Noia  |     |

| 99         | Guardameta     | Dennis Corozo      |     |
| 27         | Defensa        | Joffre Monrroy     |     |
| 6          | Defensa        | Oscar Piris        |     |
| 33         | Defensa        | Luis Cangá         |     |
| 15         | Defensa        | José Hernández     |     |
| 80         | Centrocampista | Joao Ortiz         |     |
| 21         | Centrocampista | Luis Domínguez     |     |
| 55         | Centrocampista | Maykel Reyes       | 55' |
| 7          | Centrocampista | Juan Diego Rojas   | 46' |
| 23         | Centrocampista | Alejandro Villalva | 46' |
| 20         | Delantero      | Joaquín Susvielles | 46' |
| Entrenador | Entrenador     | Paúl Vélez         |     |

| 20 | Defensa        | Christian Cruz     | 46' |
| 26 | Centrocampista | Sebastián González | 69' |
| 5  | Centrocampista | Lucas Villarruel   | 69' |
| 28 | Centrocampista | Joseph Espinoza    | 83' |
| 32 | Centrocampista | Nilson Angulo      | 83' |

| 13 | Delantero      | Janner Corozo       | 46' |
| 10 | Centrocampista | Robert Burbano      | 46' |
| 9  | Delantero      | Jhon Jairo Cifuente | 46' |
| 19 | Delantero      | Jostin Alman        | 55' |

| Anotado | 2'    | Billy Arce    | 1–0 |
| Anotado | 64'   | Billy Arce    | 2–0 |
| Anotado | 72'   | Luis Amarilla | 3–0 |
| Anotado | 90+4' | Luis Amarilla | 4–2 |

| Anotado | 82' | Robert Burbano | 3–1 |
| Anotado | 90' | Oscar Piris    | 3–2 |

| Amonestado | 59' | Anderson Ordóñez |
| Amonestado | 88' | Adrián Gabbarini |

| Amonestado | 31' | Juan Diego Rojas |

| Árbitro             | Álex Cajas     |
| Árbitros asistentes | Ricardo Baren  |
| Árbitros asistentes | Adrián Lescano |
| Cuarto árbitro      | Diego Lara     |
| Asesor de árbitros  | Edgar Sánchez  |

#### Barcelona - 9 de Octubre
| 1          | Guardameta     | Javier Burrai     |     |
| 26         | Defensa        | Byron Castillo    |     |
| 29         | Defensa        | Joshué Quiñónez   |     |
| 4          | Defensa        | Bryan Caicedo     |     |
| 6          | Defensa        | Leonel Quiñónez   | 71' |
| 27         | Centrocampista | Michael Carcelén  | 46' |
| 19         | Centrocampista | Nixon Molina      |     |
| 7          | Centrocampista | Michael Hoyos     | 59' |
| 8          | Centrocampista | Emmanuel Martínez | 62' |
| 17         | Centrocampista | Sergio López      | 59' |
| 11         | Delantero      | Carlos Garcés     |     |
| Entrenador | Entrenador     | Fabián Bustos     |     |

| 13         | Guardameta     | Edisson Recalde   |     |
| 27         | Defensa        | Tito Valencia     |     |
| 25         | Defensa        | Manuel Lucas      |     |
| 2          | Defensa        | Kevin Becerra     |     |
| 19         | Defensa        | Orlin Quiñónez    |     |
| 80         | Centrocampista | Felipe Mejía      | 82' |
| 38         | Centrocampista | Éder Cetré        | 78' |
| 16         | Centrocampista | José Luis Cazares |     |
| 8          | Centrocampista | Danny Cabezas     |     |
| 10         | Centrocampista | Danny Luna        |     |
| 21         | Delantero      | Joao Paredes      | 78' |
| Entrenador | Entrenador     | Juan Carlos León  |     |

| 77 | Delantero      | Adonis Preciado   | 46' |
| 18 | Centrocampista | Matías Oyola      | 59' |
| 13 | Centrocampista | Gabriel Cortez    | 59' |
| 9  | Delantero      | Gonzalo Mastriani | 62' |
| 15 | Centrocampista | Jonathan Perlaza  | 71' |

| 14 | Centrocampista | Renny Jaramillo  | 78' |
| 9  | Delantero      | Walberto Caicedo | 78' |
| 17 | Defensa        | Joan Cortez      | 82' |

| Anotado · Penal | 70' | Carlos Garcés | 1–0 |

| Amonestado | 28' | Michael Carcelén |
| Amonestado | 39' | Leonel Quiñónez  |
| Amonestado | 72' | Gabriel Cortez   |
| Amonestado | 76' | Jonathan Perlaza |

| Amonestado | 26' | Éder Cetré    |
| Amonestado | 71' | Tito Valencia |

| Expulsado | 16' | Danny Luna |

| Árbitro             | Marlon Vera    |
| Árbitros asistentes | Flavio Nall    |
| Árbitros asistentes | Paúl Palacios  |
| Cuarto árbitro      | Robert Cabrera |
| Asesor de árbitros  | Juan Corozo    |

| 1          | Guardameta     | Javier Burrai     |     |
| 26         | Defensa        | Byron Castillo    |     |
| 29         | Defensa        | Joshué Quiñónez   |     |
| 4          | Defensa        | Bryan Caicedo     |     |
| 6          | Defensa        | Leonel Quiñónez   | 71' |
| 27         | Centrocampista | Michael Carcelén  | 46' |
| 19         | Centrocampista | Nixon Molina      |     |
| 7          | Centrocampista | Michael Hoyos     | 59' |
| 8          | Centrocampista | Emmanuel Martínez | 62' |
| 17         | Centrocampista | Sergio López      | 59' |
| 11         | Delantero      | Carlos Garcés     |     |
| Entrenador | Entrenador     | Fabián Bustos     |     |

| 13         | Guardameta     | Edisson Recalde   |     |
| 27         | Defensa        | Tito Valencia     |     |
| 25         | Defensa        | Manuel Lucas      |     |
| 2          | Defensa        | Kevin Becerra     |     |
| 19         | Defensa        | Orlin Quiñónez    |     |
| 80         | Centrocampista | Felipe Mejía      | 82' |
| 38         | Centrocampista | Éder Cetré        | 78' |
| 16         | Centrocampista | José Luis Cazares |     |
| 8          | Centrocampista | Danny Cabezas     |     |
| 10         | Centrocampista | Danny Luna        |     |
| 21         | Delantero      | Joao Paredes      | 78' |
| Entrenador | Entrenador     | Juan Carlos León  |     |

| 77 | Delantero      | Adonis Preciado   | 46' |
| 18 | Centrocampista | Matías Oyola      | 59' |
| 13 | Centrocampista | Gabriel Cortez    | 59' |
| 9  | Delantero      | Gonzalo Mastriani | 62' |
| 15 | Centrocampista | Jonathan Perlaza  | 71' |

| 14 | Centrocampista | Renny Jaramillo  | 78' |
| 9  | Delantero      | Walberto Caicedo | 78' |
| 17 | Defensa        | Joan Cortez      | 82' |

| Anotado · Penal | 70' | Carlos Garcés | 1–0 |

| Amonestado | 28' | Michael Carcelén |
| Amonestado | 39' | Leonel Quiñónez  |
| Amonestado | 72' | Gabriel Cortez   |
| Amonestado | 76' | Jonathan Perlaza |

| Amonestado | 26' | Éder Cetré    |
| Amonestado | 71' | Tito Valencia |

| Expulsado | 16' | Danny Luna |

| Árbitro             | Marlon Vera    |
| Árbitros asistentes | Flavio Nall    |
| Árbitros asistentes | Paúl Palacios  |
| Cuarto árbitro      | Robert Cabrera |
| Asesor de árbitros  | Juan Corozo    |

### Final

#### Barcelona - Liga Deportiva Universitaria
| 26 de junio de 2021, 15:00 | Barcelona | 0:1 (0:1) | Liga de Quito     | Estadio Banco Guayaquil, Quito                         |                                                        |
|                            |           | Reporte   | Caicedo 4' (a.g.) | Asistencia: 0 espectadores Árbitro(s): Roberto Sánchez | Asistencia: 0 espectadores Árbitro(s): Roberto Sánchez |

| 1          | Guardameta     | Javier Burrai       |     |
| 28         | Defensa        | Jean Carlos Montaño | 46' |
| 29         | Defensa        | Joshué Quiñónez     |     |
| 4          | Defensa        | Bryan Caicedo       |     |
| 6          | Defensa        | Leonel Quiñónez     |     |
| 20         | Centrocampista | Bruno Piñatares     | 70' |
| 19         | Centrocampista | Nixon Molina        | 67' |
| 26         | Centrocampista | Byron Castillo      |     |
| 15         | Centrocampista | Jonathan Perlaza    | 46' |
| 8          | Centrocampista | Emmanuel Martínez   | 70' |
| 11         | Delantero      | Carlos Garcés       |     |
| Entrenador | Entrenador     | Fabián Bustos       |     |

| 22         | Guardameta     | Adrián Gabbarini |       |
| 14         | Defensa        | José Quintero    |       |
| 4          | Defensa        | Luis Caicedo     |       |
| 21         | Defensa        | Anderson Ordóñez |       |
| 20         | Defensa        | Christian Cruz   |       |
| 23         | Centrocampista | Matías Zunino    | 72'   |
| 18         | Centrocampista | Ezequiel Piovi   | 90+3' |
| 8          | Centrocampista | Jordy Alcívar    | 72'   |
| 10         | Delantero      | Jhojan Julio     | 90+3' |
| 7          | Delantero      | Luis Amarilla    |       |
| 11         | Delantero      | Billy Arce       | 87'   |
| Entrenador | Entrenador     | Gabriel Di Noia  |       |

| 13 | Centrocampista | Gabriel Cortez    | 46' |
| 77 | Delantero      | Adonis Preciado   | 46' |
| 9  | Delantero      | Gonzalo Mastriani | 67' |
| 18 | Centrocampista | Matías Oyola      | 70' |
| 27 | Centrocampista | Michael Carcelén  | 70' |

| 26 | Centrocampista | Sebastián González | 72'   |
| 5  | Centrocampista | Lucas Villarruel   | 72'   |
| 29 | Centrocampista | Adolfo Muñoz       | 87'   |
| 16 | Delantero      | Djorkaeff Reasco   | 90+3' |
| 24 | Defensa        | Moisés Corozo      | 90+3' |

| Anotado · Autogol | 4' | Bryan Caicedo | 0–1 |

| Amonestado | 40' | Nixon Molina    |
| Amonestado | 44' | Bruno Piñatares |
| Amonestado | 84' | Adonis Preciado |
| Amonestado | 90' | Carlos Garcés   |

| Amonestado | 5'  | Luis Caicedo       |
| Amonestado | 57' | Ezequiel Piovi     |
| Amonestado | 85' | Sebastián González |
| Amonestado | 88' | Jhojan Julio       |

| Árbitro             | Roberto Sánchez |
| Árbitros asistentes | Wilson Arévalo  |
| Árbitros asistentes | Carlos Vera     |
| Cuarto árbitro      | Gorky Araujo    |
| Asesor de árbitros  | José Alvarado   |

| 1          | Guardameta     | Javier Burrai       |     |
| 28         | Defensa        | Jean Carlos Montaño | 46' |
| 29         | Defensa        | Joshué Quiñónez     |     |
| 4          | Defensa        | Bryan Caicedo       |     |
| 6          | Defensa        | Leonel Quiñónez     |     |
| 20         | Centrocampista | Bruno Piñatares     | 70' |
| 19         | Centrocampista | Nixon Molina        | 67' |
| 26         | Centrocampista | Byron Castillo      |     |
| 15         | Centrocampista | Jonathan Perlaza    | 46' |
| 8          | Centrocampista | Emmanuel Martínez   | 70' |
| 11         | Delantero      | Carlos Garcés       |     |
| Entrenador | Entrenador     | Fabián Bustos       |     |

| 22         | Guardameta     | Adrián Gabbarini |       |
| 14         | Defensa        | José Quintero    |       |
| 4          | Defensa        | Luis Caicedo     |       |
| 21         | Defensa        | Anderson Ordóñez |       |
| 20         | Defensa        | Christian Cruz   |       |
| 23         | Centrocampista | Matías Zunino    | 72'   |
| 18         | Centrocampista | Ezequiel Piovi   | 90+3' |
| 8          | Centrocampista | Jordy Alcívar    | 72'   |
| 10         | Delantero      | Jhojan Julio     | 90+3' |
| 7          | Delantero      | Luis Amarilla    |       |
| 11         | Delantero      | Billy Arce       | 87'   |
| Entrenador | Entrenador     | Gabriel Di Noia  |       |

| 13 | Centrocampista | Gabriel Cortez    | 46' |
| 77 | Delantero      | Adonis Preciado   | 46' |
| 9  | Delantero      | Gonzalo Mastriani | 67' |
| 18 | Centrocampista | Matías Oyola      | 70' |
| 27 | Centrocampista | Michael Carcelén  | 70' |

| 26 | Centrocampista | Sebastián González | 72'   |
| 5  | Centrocampista | Lucas Villarruel   | 72'   |
| 29 | Centrocampista | Adolfo Muñoz       | 87'   |
| 16 | Delantero      | Djorkaeff Reasco   | 90+3' |
| 24 | Defensa        | Moisés Corozo      | 90+3' |

| Anotado · Autogol | 4' | Bryan Caicedo | 0–1 |

| Amonestado | 40' | Nixon Molina    |
| Amonestado | 44' | Bruno Piñatares |
| Amonestado | 84' | Adonis Preciado |
| Amonestado | 90' | Carlos Garcés   |

| Amonestado | 5'  | Luis Caicedo       |
| Amonestado | 57' | Ezequiel Piovi     |
| Amonestado | 85' | Sebastián González |
| Amonestado | 88' | Jhojan Julio       |

| Árbitro             | Roberto Sánchez |
| Árbitros asistentes | Wilson Arévalo  |
| Árbitros asistentes | Carlos Vera     |
| Cuarto árbitro      | Gorky Araujo    |
| Asesor de árbitros  | José Alvarado   |

| \| Estadísticas \| Barcelona \| Liga de Quito \| \| ---------------------- \| --------- \| ------------- \| \| Tiros \| 7 \| 12 \| \| Tiros al arco \| 2 \| 2 \| \| Faltas \| 18 \| 23 \| \| Penales \| 0 \| 0 \| \| Tiros de esquina \| 3 \| 3 \| \| Fueras de juego \| 2 \| 1 \| \| Tarjetas amarillas \| 4 \| 4 \| \| Tarjetas rojas \| 0 \| 0 \| \| Posesión \| 43% \| 57% \| \| Pases \| 272 \| 356 \| \| Precisión de los pases \| 69% \| 75% \| | Alineación inicial |               |
| Estadísticas | Barcelona          | Liga de Quito |
| Tiros | 7                  | 12            |
| Tiros al arco | 2                  | 2             |
| Faltas | 18                 | 23            |
| Penales | 0                  | 0             |
| Tiros de esquina | 3                  | 3             |
| Fueras de juego | 2                  | 1             |
| Tarjetas amarillas | 4                  | 4             |
| Tarjetas rojas | 0                  | 0             |
| Posesión | 43%                | 57%           |
| Pases | 272                | 356           |
| Precisión de los pases | 69%                | 75%           |

|                                                 |
|                                                 |
| Campeón Liga Deportiva Universitaria 2.º título |